# Cmentarz prawosławny w Wólce Plebańskiej
Cmentarz prawosławny w Wólce Plebańskiej – XIX-wieczna nekropolia prawosławna w Wólce Plebańskiej.
Cmentarz został założony w końcu XIX w. i pozostawał czynny do ok. 1905. Ma kształt prostokąta zbliżonego do kwadratu, nie jest ogrodzony. Na jego terenie, porośniętym sosnami i lipami, przetrwały cztery XIX-wieczne nagrobki. Nekropolia położona jest na północnym krańcu wsi, przy drodze wyjazdowej w kierunku Białej Podlaskiej.